# Ritorno dall'eternità
Ritorno dall'eternità (Back from Eternity) è un film del 1956 diretto da John Farrow.
Il film è un remake di Five Came Back (1939), prodotto e diretto dallo stesso Farrow.

## Trama
Su un velivolo che fa servizio di linea tra Panama e il Venezuela, si imbarcano alcuni passeggeri, un bandito che accompagna il piccolo figlio del suo capo in un luogo sicuro, due fidanzati, una coppia di anziani coniugi, un professore, una prostituta che vuol raggiungere Boca Grande, un rivoluzionario, autore dell'assassinio di un ministro, scortato da un severo poliziotto.
L'equipaggio è composto da due piloti, un veterano della guerra, un giovane secondo pilota ed una  hostess innamorata del maturo pilota, costoro saranno costretti, causa un violento temporale, a portare l'aereo ad atterrare in una radura di una foresta, durante il violento impatto con il suolo l'hostess muore. Ben presto i superstiti del volo scopriranno che la zona è abitata da tribù ostili e da cacciatori di teste.
Questo provoca l'insorgere di contrasti, anche violenti tra equipaggio e passeggeri, e il rivelarsi dei caratteri dei vari componenti, il gangster mostra la sua cortesia, il poliziotto manifesta le peggiori tendenza violente, il rivoluzionario la più sincera dignità.
Dopo un lungo lavoro i due piloti riescono a riparare i guasti riportati dall'aereo, ma per ragioni tecniche solo cinque passeggeri possono prendervi posto, il rivoluzionario impadronitesi della pistola del poliziotto, decide chi saranno i cinque che potranno salire a bordo : i due piloti, la ragazza che dovrà occuparsi del bambino, rimasto solo dopo l'uccisione del suo accompagnatore, la fidanzata rimasta sola dopo la morte del compagno.
Rimangono a terra il rivoluzionario che dopo aver ucciso i due anziani coniugi per sottrarli alla ferocia dei cacciatori di teste, rimane a terra in attesa della sua morte.